# Air Corridor

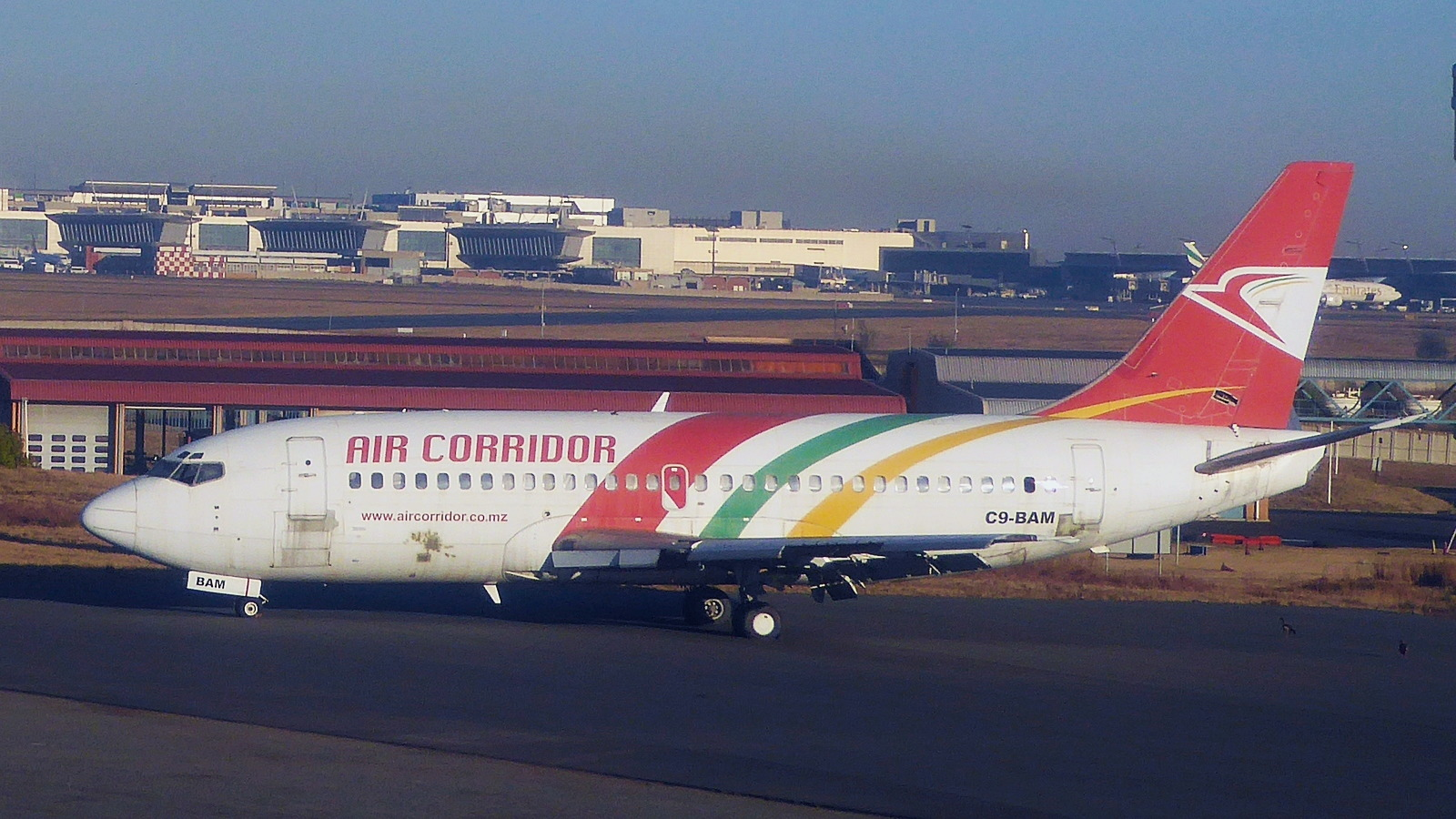
Boeing 737-200 (C9-BAM) - последний самолёт, который использовала Air Corridor

Air Corridor — прекратившая существование частная авиакомпания из Мозамбика. Базировалась в аэропорту Нампула и выполняла рейсы внутри страны.

## История
Авиакомпания была основана в 2004 году, в августе стартовали первые рейсы.
В январе 2008 года, когда один из самолётов Air Corridor находился на ремонте в Йоханнесбурге, второй самолёт получил повреждения при столкновении с птицей и тоже отправился в ЮАР. Этот рейс стал последним для авиакомпании, и в результате в 2008 году авиакомпания прекратила свою деятельность из-за финансовых трудностей.

## Маршрутная сеть
Полёты выполнялись внутри Мозамбика между городами: Бейра, Лишинга, Мапуто, Нампула, Пемба, Келимане, Тете.

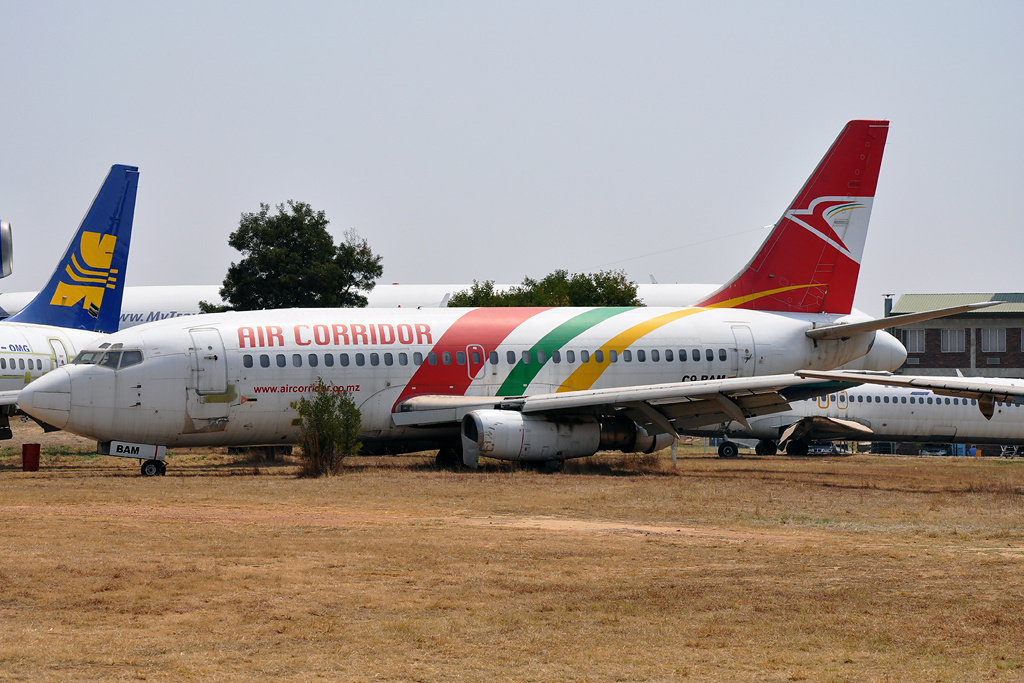
Самолёт авиакомпании на хранении в Йоханнесбурге в 2010 году

## Флот
Авиакомпания в разное время эксплуатировала разные самолёты модели Boeing 737-200.